# Marrella
Marrella is een geslacht van ongewone fossiele geleedpotigen waarvan zo'n 15.000 exemplaren zijn gevonden in de Burgess Shale. Het was het eerste fossiel dat daar door Charles Walcott werd verzameld. Walcott beschreef de soort als lace crab ('kantkrab'), en deelde het in als een vreemde trilobiet. Later werd het in de inmiddels niet meer gebruikte klasse Trilobitoidea geplaatst. In 1971 publiceerde Harry Blackmore Whittington een diepgaande studie van de fossielen waarin hij concludeerde dat het dier niet in een van de bekende klassen van geleedpotigen kon worden ondergebracht. Een nieuwe klasse/subphylum Marrellomorpha, met daaronder vallend een orde Marrellida en een familie Marrellidae zijn wel voorgesteld om Marrella en enkele andere vermoedelijk verwante geslachten (Vachonisia en Mimetaster) te bundelen.

## Kenmerken
Marrella was een klein dier van 2,5 tot ongeveer 20 millimeter, maximaal tot 24,5 millimeter lang, elk met twee paar aanhangsels, het onderste paar om te lopen, het bovenste paar fungeerde als kieuw. Het kopschild had twee paar achterwaarts gerichte stekels en twee paar antennes. Het lichaam bestond uit twee secties (tagma), het hoofd met een kopschild en het rompgedeelte van ongeveer zesentwintig segmenten, waarvan sommige enigszins overlappen en een klein eindgedeelte (telson).
Het kopschild valt op door twee paar zeer lange, gebogen, naar achteren gerichte doornen, een lateraal paar en een middelhoog, rechtopstaand dorsaal paar. Het middelste paar kon langer zijn dan de romp en het uiteinde van het lichaam stak uit naar achteren, het was gekield en aan de bovenkant fijn getand in sommige (niet alle) exemplaren. Bovendien zaten er een paar kortere doornen aan de onderkant in de achterste hoeken. Twee paar lange, eentakkige antennen zijn herkenbaar als bijlage, verwijzingen naar monddelen ontbreken. De eerste antennen waren lang, met meer dan dertig schakels, met korte, kolkvormige haren aan de verbindingsgrenzen, die waren geplaatst in de achterste helft van de onderkant van het kopschild. De tweede antennen waren breder, zes segmenten met een lange, cilindrische basale schakel en vijf kortere, afgeplatte schakel, met een zoom van lang borstelhaar (seta) aan de buitenranden. De romp bestond uit cilindrische segmenten zonder verwijde zijlobben, elk bestaande uit een tergiet en een sterniet. Aan elk segment zat een gespleten beenpaar. De binnentak (endopodiet) bestond uit zes ledematen, de buitentak, die zich nabij de basis van het eerste lidmaat bevond, was fijn bevederd en diende waarschijnlijk als een kieuw.
De aard en functie van de tweede kopbevestigingen bij Marrella worden divers geïnterpreteerd. Sommige onderzoekers dachten dat ze homoloog waren aan de onderkaken, maar de meeste beschouwen ze als homoloog aan de tweede antennen van de schaaldieren. Hun meest waarschijnlijke functie is als een zwemmend beenachtig ledemaat voor de voortbeweging, maar sommigen vermoeden ook een functie als voeder naar de mond tijdens het eten. Structuren die overeenkomen met een optisch raster zijn gevonden op goed geconserveerde exemplaren. De dieren hadden daarom een kleurrijk en glinsterend aanzicht kunnen bieden.

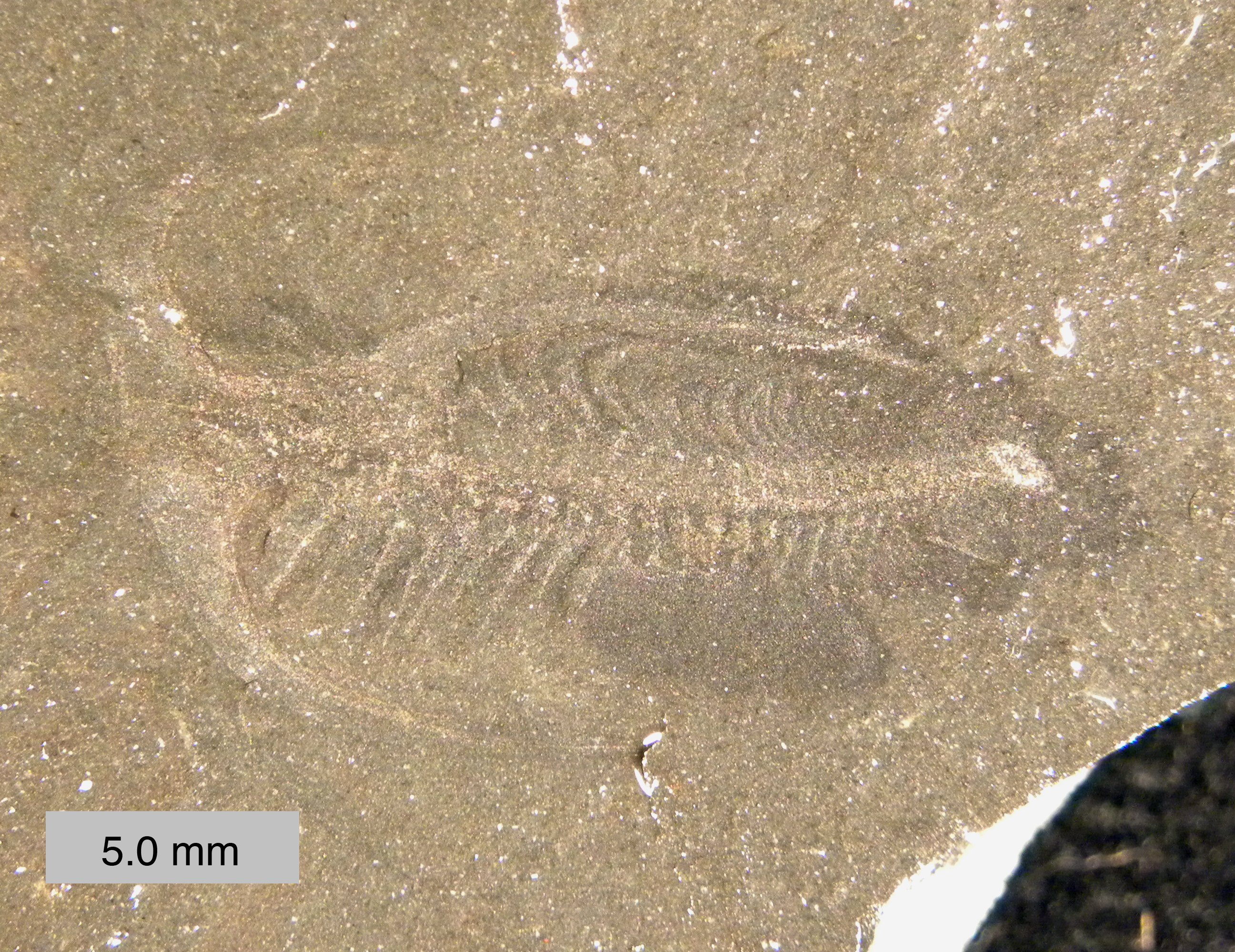
Marrella splendens

## Leefwijze
Er zijn twee verschillende hypotheses over de levensstijl van Marrella. Volgens Whitington leefde het dier waarschijnlijk als een benthische aaseter en voedde het zich met de overblijfselen van andere dieren en ander organisch materiaal. In een latere aanpassing, zoals al het geval was bij Charles Walcott, werd een zwevende (pelagische) levensstijl gereconstrueerd. Volgens deze hypothese roeide Marrella met de grote tweede antennes die fungeren als zwemmende benen. In dit geval zou een filterdieet plausibeler zijn. Vermoed wordt dat het een bodembewoner was, die door sediment kroop op zoek naar voedsel.

## Fylogenie en verwantschap
Marrella is een van de Marrellomorpha, een groep die meestal wordt gezien als een aparte klasse van de Arthropoda, waartoe veel bizar gevormde vertegenwoordigers behoren, waaronder de geslachten Mimetaster en Vachonisia uit het Devoonse Hunsrück-leisteen. Er is geen overeenstemming over de verwantschap van de Marrellomorpha. Volgens hun combinatie van kenmerken behoren ze als een basale tak tot de Euarthropoda. Of ze behoren tot de andere kerngroep van de Chelicerata (aangeduid als Arachnomorpha of Artiopoda) of (waarschijnlijker) tot de kerngroep van de Mandibulata is controversieel tussen verschillende studies. Een nauwere relatie met de spinachtigen in engere zin of de trilobieten lijkt vandaag onwaarschijnlijk.

## Ontdekkingsgeschiedenis
Marrella was het eerste fossiel dat werd gevonden in de Burgess-leisteen door de geoloog Charles Walcott (1850-1927), de bekendste van de vroege onderzoekers van de site die nu beroemd is. Hij noemde het geslacht naar John Edward Marr. Walcott beschouwde Marrella informeel als een soort krab en beschreef het formeel als een vreemde trilobietsoort, maar veranderde dit zelf in een postume publicatie uit 1931 door een nauwe verwantschap aan te nemen met Burgessia, die hij interpreteerde als kieuwpootkreeft. Later werd deze in het Treatise on Invertebrate Paleontology toegewezen aan de door Leif Størmer beschreven klasse van de Trilobitoidea. In 1971 herbewerkte Harry Blackmore Whittington het geslacht fundamenteel en besloot hij op basis van de vorm en het aantal poten, het type kieuwen en hoofdaanhangsels dat het dier noch een trilobiet, een chelaat of een schaaldier was. Marrella is waarschijnlijk de meest voorkomende geleedpotige soort in de Burgess-leisteen, met duizenden exemplaren in museumcollecties, zoals 15.000 in het Smithsonian Institution en meer dan 9.000 in het Royal Ontario Museum.